# Bundesautobahn 25
Bundesautobahn 25 (em português: Auto-estrada Federal 25) ou A 25, é uma auto-estrada na Alemanha.
A Bundesautobahn 25 tem 14 km de comprimento.

## Estados
Estados percorridos por esta auto-estrada:
- Hamburgo
- Schleswig-Holstein